# Bulbophyllum leniae
Bulbophyllum leniae là một loài phong lan thuộc chi Bulbophyllum.